# II Армянский легион
II Армянский легион (лат. Legio II Armeniaca) — один из легионов поздней Римской империи.
Впервые легион был упомянут в «Notitia Dignitatum». Скорее всего, данное подразделение было сформировано в конце III века в Западной Армении с целью защиты римских владений от иноземных вторжений. Согласно надписям, в течение некоторого промежутка времени легион базировался в Сатале. В 360 году вместе со II Флавиевым и II Парфянским легионами составлял гарнизон крепости Безабда на реке Тигр, которая была осаждена и захвачена персами. II Армянский легион был участником персидского похода Юлиана II (весна — лето 363 года). Он находился в подчинении военного магистра Востока.